# Rudolf von Reibnitz
Pour les articles homonymes, voir Reibnitz.
Rudolf Otto von Reibnitz (né le 9 octobre 1829 à Königsberg et mort le 7 décembre 1909 à Dantzig-Langfuhr) est un général d'infanterie prussien et gouverneur de Mayence.

## Biographie

### Origine
Rudolf est est fils du lieutenant-colonel prussien et seigneur de Kerschitten (en) Otto Friedrich von Reibnitz (1788-1857) et de sa femme Valeska, née von Kunheim (1802-1839).

### Carrière militaire
Après la mort de sa mère, Reibnitz étudie aux maisons de cadets de Culm et de Berlin. Ensuite, le 1er avril 1848, il est affecté au 1er régiment de grenadiers de la Garde de l'armée prussienne en tant que Portepeefähnrich le 1er avril 1848 et agrégé au régiment avec promotion au grade de sous-lieutenant à la mi-mai 1848. En 1848, il participe à la bataille de Schleswig pendant la guerre contre le Danemark et est affecté à son régiment à la mi-janvier 1849. La même année, il participe à la répression du soulèvement de mai à Dresde et reçoit l'ordre de l'Aigle rouge de 4e  classe avec épées, ainsi que la croix de chevalier de l'ordre militaire de Saint-Henri. À l'automne, Reibnitz est envoyé à Bernau avec une soixantaine d'hommes pour protéger le chemin de fer, et de fin avril à fin juillet 1850 à des fins d'entraînement à l'usine d'armes de Sömmerda. De la mi-septembre 1852 au début janvier 1856, il est commandé comme adjudant du 1er bataillon du 3e régiment de la Garde de la Landwehr à Görlitz. Lors des manœuvres du roi, Reibnitz est employé en 1856 comme adjudant du 1er régiment de la Garde de laLandwehr. Il est promu premier lieutenant le 14 avril 1857 avec brevet daté du 16 juin 1855 et transféré dans le 26e régiment d'infanterie. Du début octobre 1857 à la fin juin 1859, il est commandant de compagnie au 2e bataillon du 26e régiment d'infanterie de Landwehr, atteint le grade de capitaine et est transféré le 1er juin 1860 au 2e bataillon de chasseurs à pied. Il y est nommé commandant de compagnie à la mi-août 1860. Pendant la guerre des Duchés, il occupe avec sa compagnie la redoute de Peenemünde (de) du 1er juillet au 1er août 1864.
Pendant la guerre contre l'Autriche, Reibnitz combat en 1866 à Gitschin et Sadowa et reçoit l'ordre de la Couronne de 3e classe avec épées. Après la guerre, il est muté le 25 septembre 1867 comme major dans le 84e régiment d'infanterie (de). À partir de la mi-octobre 1867, il est premier commandant du 1er bataillon, puis est nommé chef de bataillon le 24 mars 1868 et prend en charge le IIe bataillon début juillet 1868. Pendant la guerre contre la France, il combat à Borny-Colombey, est blessé à Saint-Privat et prend part aux batailles de Noisseville, d'Orléans et de Beaugency, au siège de Metz et aux batailles de Bellevue, Montlivault, Chambord et Vienne.
Décoré des deux classes de la croix de fer, il est promu lieutenant-colonel après l'accord de paix  fin mars 1873. En position à la suite, Le 12 décembre 1874, Reibnitz est chargé de commander le 8e régiment de grenadiers du Corps, en tant que commandant de régiment le 12 janvier 1875 et est promu colonel six jours plus tard. Avec la position à la suite de son régiment, on lui confie le 11 décembre 1880 le commandement de la 58e brigade d'infanterie à Mulhouse et le 30 mars 1881, Reibnitz est nommé commandant de brigade avec la promotion au grade de major général. La promotion au grade de lieutenant-général est suivie le 15 avril 1886 d'une affectation comme commandant de la 18e division à Flensbourg. Le 15 décembre 1888, Reibnitz devient gouverneur de Mayence et en cette qualité, il reçoit fin mars 1890 l'ordre de la Couronne de 1re classe avec épées sur l'anneau ainsi que le 20 septembre 1890 le caractère de général d'infanterie. Pendant les manœuvres impériales des 4e et 11e corps d'armée, il exerce en automne 1891 la fonction d'arbitre. En approbation de sa demande de départ, Reibnitz est mis à disposition le 18 octobre 1892 avec pension et attribution de la couronne de l'ordre de l'Aigle rouge de 1e classe avec feuilles de chêne et épées sur l'anneau.

### Famille
Reibnitz se marie le 29 septembre 1858 à Görlitz avec Anna von Prittwitz (1836–1859), une fille du général Karl von Prittwitz. Après le décès prématuré de cette dernière, il se marie le 9 octobre 1869 à Schwarzenhof avec Ottilie von Levetzow (née en 1849). Le couple a plusieurs enfants :
- Ernst (né en 1870), capitaine prussien, marié :

en 1893 (divorcé en 1897) avec Lilly Schlesinger (1873–1919)
en 1897 Klara Bischy (née en 1868), divorcée Voß
- Max (1872-1914), capitaine prussien, tué en prenant d'assaut Oleckow près de Lotz
- Anna (1874–1899) mariée en 1895 avec Erik von Loebbecke (de) (1865–1912), seigneur de Mahlen[2]
- Selma (née en 1875) mariée en 1910 avec Arthur von Heyden-Nerfken (de) (1875–1917), directeur de l'usine chimique v. Heyden (de)[3]
- Asta (née en 1878)
- Leo (né en 1882), a émigré au Guatemala